# Valeriy Bondar
Valeriy Bondar (Járkov, Raión de Járkov, Óblast de Járkov, Ucrania, 27 de febrero de 1999) es un futbolista ucraniano que juega como defensa en el Shajtar Donetsk de la Liga Premier de Ucrania. Se consagró campeón de la Copa Mundial de Fútbol Sub-20 con la selección de Ucrania.

## Trayectoria
Bondar empezó a jugar fútbol en las academias juveniles del Shajtar Donetsk allá por el año 2007. Desde entonces, fue parte de todas sus categorías menores, saliendo campeón juvenil ucraniano en 2013 (además de ser reconocido como el mejor jugador del torneo) y en 2014 (siendo capitán del equipo sub-17).
El 10 de marzo de 2019 entró por primera vez en la convocatoria de mayor del Shajtar en la liga y el 4 de mayo de ese mismo año hizo su debut profesional, jugando quince minutos en la goleada por 5-0 sobre Lviv, tras sustituir a Sergiy Bolbat por la quinta fecha de la Liga Premier ucraniana.
Tras la consecución del Mundial Sub-20 conseguido con su selección, Bondar fue incluido en la nómina de varios encuentros de la liga ucraniana para la temporada 2019/20. En uno de sus primeros juegos de la temporada anotó el primer gol de su carrera, un 27 de septiembre de 2019 abriendo el marcador en la goleada por 4-0 sobre Vorskla Poltava.

## Selección nacional
Ha integrado casi todas las categorías juveniles de la selección de fútbol de Ucrania, además de ser el habitual capitán de todas ellas, saliendo campeón de la Copa Mundial de Fútbol Sub-20 de 2019. También ha formado parte de la sub-17 (9 p. 1 gol), sub-18 (4 p. 1 gol), sub-19 (14 p. 2 goles) y sub-21 (2 p.).
Fue el capitán de la selección sub-17 que participó del Campeonato Europeo Sub-17 de la UEFA 2016 y con la sub-19 lideró el equipo que llegó a las semifinales del Campeonato Europeo de la UEFA Sub-19 2018.
Durante el Mundial sub-20 de 2019 realizado en Polonia, Bondar nuevamente portó el cintillo de capitán, siendo titular indiscutible en el centro de la defensa de Ucrania que salió campeona por primera vez en su historia.
El 11 de noviembre de 2020 debutó con la selección absoluta en un amistoso ante Polonia que perdieron por 2-0.

### Participaciones en Copas del Mundo
| Mundial                               | Sede    | Resultado | Partidos | Goles |
| ------------------------------------- | ------- | --------- | -------- | ----- |
| Copa Mundial de Fútbol Sub-20 de 2019 | Polonia | Campeón   | 7        | 0     |

### Participación en Eurocopas
| Torneo                              | Sede       | Resultado    | Partidos | Goles |
| ----------------------------------- | ---------- | ------------ | -------- | ----- |
| Campeonato de Europa Sub-17 de 2016 | Azerbaiyán | Primera fase | 3        | 0     |
| Campeonato de Europa Sub-19 de 2018 | Finlandia  | Semifinal    | 4        | 0     |
| Eurocopa 2024                       | Alemania   | Primera fase | 0        | 0     |

## Clubes y estadísticas
Actualizado el 18 de mayo de 2025.
| Shajtar Donetsk · Ucrania | 2018-19       | 1.ª           | 1   | 0 | 0 | 0 | 0  | 0 | 1   | 0 |
| Shajtar Donetsk · Ucrania | 2019-20       | 1.ª           | 11  | 1 | 0 | 0 | 1  | 0 | 12  | 1 |
| Shajtar Donetsk · Ucrania | 2020-21       | 1.ª           | 11  | 0 | 1 | 0 | 6  | 0 | 18  | 0 |
| Shajtar Donetsk · Ucrania | 2021-22       | 1.ª           | 7   | 0 | 0 | 0 | 1  | 0 | 8   | 0 |
| Shajtar Donetsk · Ucrania | 2022-23       | 1.ª           | 26  | 1 | ― | ― | 9  | 0 | 35  | 1 |
| Shajtar Donetsk · Ucrania | 2023-24       | 1.ª           | 20  | 0 | 3 | 0 | 5  | 0 | 28  | 0 |
| Shajtar Donetsk · Ucrania | 2024-25       | 1.ª           | 27  | 0 | 4 | 0 | 8  | 0 | 39  | 0 |
| Shajtar Donetsk · Ucrania | Total club    | Total club    | 103 | 2 | 8 | 0 | 30 | 0 | 141 | 2 |
| Total carrera | Total carrera | Total carrera | 103 | 2 | 8 | 0 | 30 | 0 | 141 | 2 |
| (1)Incluye datos de la Supercopa de Ucrania (2020). (2)Incluye datos de la Liga de Campeones de la UEFA (2020-21) y Liga Europa de la UEFA (2019-20). |               |               |     |   |   |   |    |   |     |   |

## Palmarés

### Títulos nacionales
| Título                  | Club                  | País    | Año     |
| ----------------------- | --------------------- | ------- | ------- |
| Copa de Ucrania         | F. K. Shajtar Donetsk | Ucrania | 2018-19 |
| Liga Premier de Ucrania | F. K. Shajtar Donetsk | Ucrania | 2018-19 |
| Liga Premier de Ucrania | F. K. Shajtar Donetsk | Ucrania | 2019-20 |
| Supercopa de Ucrania    | F. K. Shajtar Donetsk | Ucrania | 2021    |
| Liga Premier de Ucrania | F. K. Shajtar Donetsk | Ucrania | 2022-23 |
| Liga Premier de Ucrania | F. K. Shajtar Donetsk | Ucrania | 2023-24 |
| Copa de Ucrania         | F. K. Shajtar Donetsk | Ucrania | 2023-24 |
| Copa de Ucrania         | F. K. Shajtar Donetsk | Ucrania | 2024-25 |

### Títulos internacionales
| Título                        | Club (*)       | País    | Año  |
| ----------------------------- | -------------- | ------- | ---- |
| Copa Mundial de Fútbol Sub-20 | Ucrania sub-20 | Polonia | 2019 |

(*) Incluyendo la selección.